# Чемпіонат Швейцарії з хокею 1994
Чемпіонат Швейцарії з хокею 1994 — 83-й чемпіонат Швейцарії з хокею (Національна ліга А). За підсумками чемпіонату, чемпіоном став ХК «Клотен» (3 титул).

## Регламент
За регламентом чемпіонат проходив у два етапи, на першому етапі команди грали в чотири кола. На другому етапі вісім найкращих клубів в плей-оф розігрували звання чемпіону Швейцарії, два найгірших клуба також в плей-оф розіграли право залишитись в НЛА в серії до чотирьох перемог.

## Кваліфікація

### Підсумкова таблиця
| М   | Команда              | І  | Пер | Н | Пор | Шайби     | О  |
| --- | -------------------- | -- | --- | - | --- | --------- | -- |
| 1.  | ХК «Фрібур-Готтерон» | 36 | 29  | 3 | 4   | 193 : 83  | 61 |
| 2.  | ХК «Клотен»          | 36 | 21  | 8 | 7   | 137 : 90  | 50 |
| 3.  | ХК «Лугано»          | 36 | 19  | 5 | 12  | 129 : 102 | 43 |
| 4.  | «Цуг»                | 36 | 19  | 3 | 14  | 152 : 135 | 41 |
| 5.  | СК «Берн»            | 36 | 18  | 4 | 14  | 140 : 108 | 40 |
| 6.  | ХК «Амбрі-Піотта»    | 36 | 17  | 2 | 17  | 137 : 142 | 36 |
| 7.  | «Давос»              | 36 | 12  | 3 | 21  | 97 : 136  | 27 |
| 8.  | Цюрих СК             | 36 | 9   | 6 | 21  | 125 : 149 | 24 |
| 9.  | «Ольтен»             | 36 | 8   | 4 | 24  | 96 : 176  | 20 |
| 10. | ХК «Біль»            | 36 | 8   | 2 | 26  | 83 : 170  | 18 |

### Найкращі бомбардири (кваліфікація)
| М   | Гравець          | Клуб              | Г  | П  | О  |
| --- | ---------------- | ----------------- | -- | -- | -- |
| 1.  | В'ячеслав Биков  | «Фрібур-Готтерон» | 30 | 44 | 74 |
| 2.  | Андрій Хомутов   | «Фрібур-Готтерон» | 39 | 34 | 73 |
| 3.  | Ігор Федулов     | «Амбрі-Піотта»    | 31 | 29 | 60 |
| 4.  | Кен Яремчук      | «Цуг»             | 17 | 39 | 56 |
| 5.  | Паскаль Шаллер   | «Фрібур-Готтерон» | 28 | 24 | 52 |
| 6.  | Мікаель Юганссон | «Клотен»          | 22 | 29 | 51 |
| 7.  | Том Фергус       | «Цуг»             | 21 | 29 | 50 |
| 8.  | Майк Річард      | «Ольтен»          | 29 | 19 | 48 |
| 9.  | Жиль Тибодо      | «Давос»           | 32 | 15 | 47 |
| 10. | Чед Сілвер       | «Фрібур-Готтерон» | 15 | 31 | 46 |

### Команда усіх зірок
- Воротар: Рето Павоні («Клотен»)
- Захисники: Патріс Бразьє («Фрібур-Готтерон») — Андерс Ельдебрінк («Клотен»)
- Нападники: Паскаль Шаллер («Фрібур-Готтерон») — В'ячеслав Биков (ХК «Фрібур-Готтерон») — Андрій Хомутов (ХК «Фрібур-Готтерон»)

## Плей-оф

### Чвертьфінали
- ХК «Фрібур-Готтерон» — Цюрих СК 8:2, 6:5, 10:1
- «Цуг» — СК «Берн» 4:3, 0:5, 4:2, 0:8, 2:1(ОТ)
- ХК «Лугано» — ХК «Амбрі-Піотта» 2:3, 4:1, 6:3, 1:1(0:2 бул.), 4:1
- ХК «Клотен» — «Давос» 2:3, 5:0, 7:1, 5:4

### Півфінали
- ХК «Фрібур-Готтерон» — «Цуг» 7:5, 4:5, 9:3, 7:3
- ХК «Клотен» — ХК «Лугано» 5:3, 2:5, 2:0, 5:2

### Фінал
- ХК «Клотен» — ХК «Фрібур-Готтерон» 5:4, 1:4, 4:2, 6:4

### Найкращі бомбардири (плей-оф)
| М  | Гравець          | Клуб              | Г  | П  | О  |
| -- | ---------------- | ----------------- | -- | -- | -- |
| 1. | В'ячеслав Биков  | «Фрібур-Готтерон» | 11 | 20 | 31 |
| 2. | Андрій Хомутов   | «Фрібур-Готтерон» | 12 | 14 | 26 |
| 3. | Роман Вагер      | «Клотен»          | 9  | 14 | 23 |
| 4. | Мікаель Юганссон | «Клотен»          | 11 | 6  | 17 |
| 5. | Паскаль Шаллер   | «Фрібур-Готтерон» | 10 | 7  | 17 |

## Плей-оф за збереження місця в НЛА
- ХК «Біль» — «Ольтен» 2:3, 2:7, 7:3, 10:4, 3:1, 4:3(бул.)